# Velia (djur)
Velia är ett släkte av halvvingar som beskrevs av Pierre André Latreille 1804. Velia ingår i familjen vattenlöpare, Veliidae.

## Dottertaxa tillVelia, i alfabetisk ordning[1][2]
- Velia affinis Kolenati, 1857
  - Velia affinis affinis Kolenati, 1857
  - Velia affinis filippii Tamanini, 1947
  - Velia affinis marussii Tamanini, 1957
- Velia africana Tamanini, 1946
- Velia anderseni Tran, Zettel & Buzzetti, 2009
- Velia atlantica Lindberg, 1929
- Velia balcanica Tamanini, 1947
- Velia caprai Tamanini, 1947, Vanlig bäcklöpare
  - Velia caprai bertrandi Tamanini, 1957
  - Velia caprai caprai Tamanini, 1947
- Velia championi Tamanini, 1955
- Velia concii Tamanini, 1947
- Velia cornuta Weyenbergh, 1874
- Velia currens (Fabricius, 1794)
  - Velia currens currens (Fabricius, 1794)
  - Velia currens trimaculata Tamanini, 1949
- Velia eckerleini Tamanini, 1967
- Velia gridellii Tamanini, 1947
- Velia hoberlandti Tamanini, 1951
- Velia ioannis Tamanini, 1971
- Velia kiritshenkoi Tamanini, 1958
- Velia laticaudata Tran, Zettel & Buzzetti, 2009
- Velia lindbergi Tamanini, 1954
- Velia longiconnexiva Tran, Zettel & Buzzetti, 2009
- Velia maderensis Noualhier, 1897
- Velia major Puton, 1879
- Velia mancinii Tamanini, 1947
  - Velia mancinii lyciae Tamanini, 1955
  - Velia mancinii mancinii Tamanini, 1947
- Velia mariae Tamanini, 1971
- Velia mitrai Basu, Subramanian & D. Polhemus, 2013
- Velia muelleri Tamanini, 1947
- Velia nama Drake, 1957
- Velia nervosa Horváth, 1896
- Velia noualhieri Puton, 1889
  - Velia noualhieri iberica Tamanini, 1968
  - Velia noualhieri noualhieri Puton, 1889
- Velia obenbergeri Hoberlandt, 1941
  - Velia obenbergeri cresia Hoberlandt, 1941
  - Velia obenbergeri obenbergeri Hoberlandt, 1941
- Velia pelagonensis Hoberlandt, 1941
- Velia rhadamantha Hoberlandt, 1941
  - Velia rhadamantha cyrenaica Tamanini, 1947
  - Velia rhadamantha rhadamantha Hoberlandt, 1941
- Velia rivulorum (Fabricius, 1775)
- Velia sarda Tamanini, 1947
- Velia saulii Tamanini, 1947Liten text, Mörk bäcklöpare
- Velia serbica Tamanini, 1951
- Velia sinensis Andersen, 1981
- Velia steelei Tamanini, 1955
- Velia tomokunii J. Polhemus & D. Polhemus, 1999
- Velia tonkina D. Polhemus & J. Polhemus, 2003
- Velia ventralis Puton, 1881
- Velia yunnana Tran, Zettel & Buzzetti, 2009